# Île Frégate (Maurice)
Pour les articles homonymes, voir Île Frégate.
Aussi appelé Frégate Island en anglais, l'île Frégate est une île au sud-ouest de Rodrigues, une dépendance de la république de Maurice dans l'océan Indien. Doublée d'un îlot plus au sud, elle se trouve à l'intérieur du lagon non loin des côtes sur lesquelles sont installées l'aéroport de Plaine Corail.